# Cuchillo de mesa

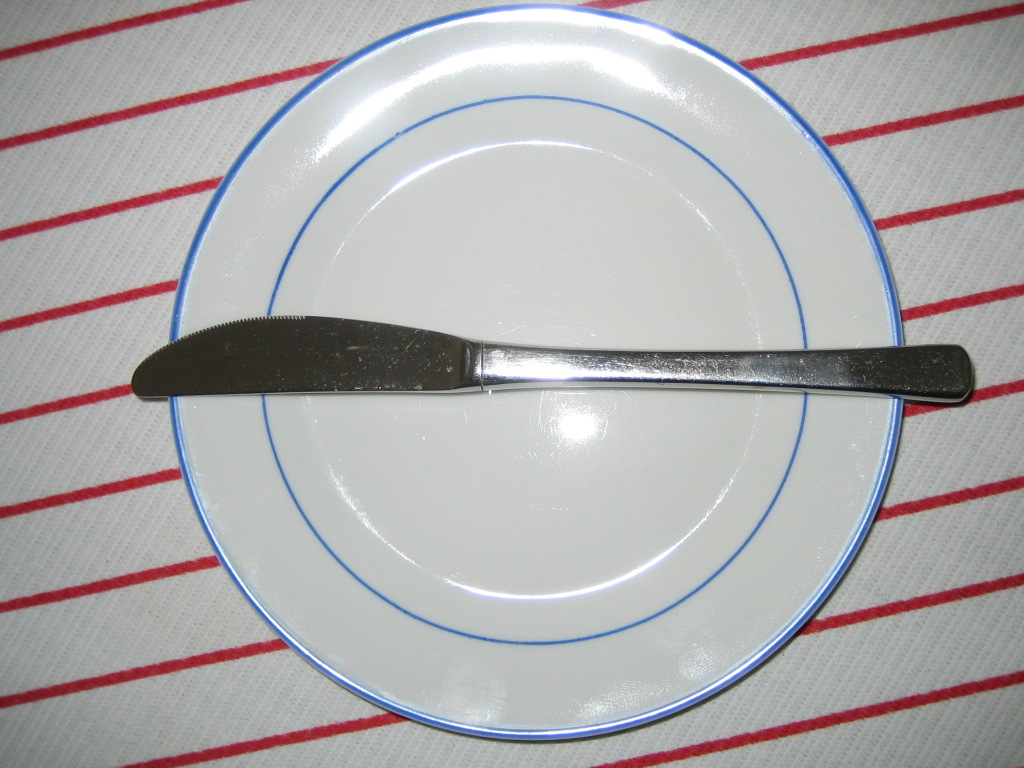
Cuchillo de mesa sobre un plato.

Cuchillo de mesa se trata de un cuchillo empleado generalmente para cortar alimentos en la mesa. Existen de formas diferentes según lo que vaya a cortar y suelen ser de igual longitud que la cuchara y el tenedor. Los filos suelen ser dentados o perlados debido a la mayor retención de estos frente a los filos lisos, ya que su uso los mantiene en constante roce contra los platos de loza y esto provoca una pérdida de filo a corto plazo. Suelen estar elaborados en acero inoxidable aunque en la antigüedad se utilizaba acero al carbono.
A juzgar por la anchura de su hoja y su filo casi romo se emplea en algunos casos reemplazando el cuchillo de untar. 

## Colocación sobre la mesa
Existen algunas reglas acerca de la colocación del cuchillo en la mesa con respecto a otros elementos de la cubertería. La posición se puede fijar con las siguientes consideraciones:
- El cuchillo siempre se coloca a la derecha del plato.
- El cuchillo se coloca con el filo hacia el plato.
- El cuchillo siempre, en el caso de servirse sopa, se coloca junto a la cuchara.